# Жан-Луї Форен
Жан-Луї Форен (фр. Jean-Louis Forain; нар. 23 жовтня 1852, Реймс, Франція — пом. 11 липня 1931, Париж, Франція) — французький художник-імпресіоніст, графік, книжковий ілюстратор.

## Життя і робота

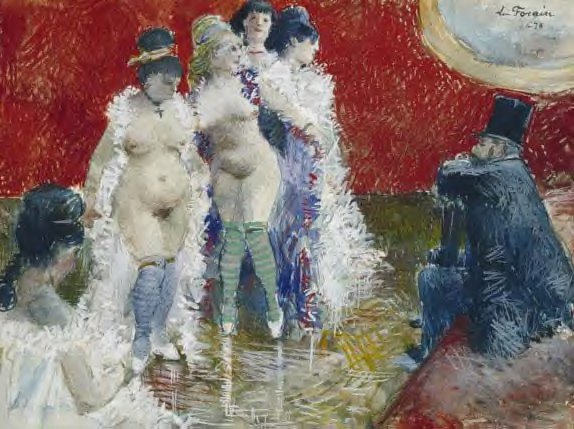
Клієнт (Le Client ou Maison close), олівець, акварель та гуаш, 9 3/4 x 12 3/4 дюйма (24,7 х 32,8 см) Підписаний і датований: Луї Форен / — 78, 1878. Колекція галереї та садів Діксона

Форен народився в Реймсі, Марна, але у віці восьми років його сім'я переїхала до Парижа. Він розпочав свою кар'єру, працюючи карикатуристом для декількох паризьких журналів, серед яких Le Monde Parisien та Le rire satirique. Бажаючи розширити свій кругозір, він записався до художньої школи «Еколе де Босо», навчаючись в Жана-Леона Жерома, а також іншого скульптора/живописця, Жана-Батиста Карпо. Кмітливий розум, їдкий іронічний гумор Форена дозволив йому подружитися з поетами Артуром Рембо та Полом Верленом, а також з багатьма письменниками, особливо з Жоріс-Карлом Гюїсмансом. Він був одним із лише «семи відомих адресатів», які отримали перше видання «Сезон у пеклі» безпосередньо від Рембо. Він був наймолодшим художником, який часто відвідував і брав участь у гарячих дебатах, які проводили Едуар Мане та Едґар Деґа в кафе "Нові Афіни" на Монмартрі.

Послідовник і протеже Деґа, Форен вчасно приєднався до кола імпресіоністів, щоб взяти участь у четвертій незалежній виставці 1879 року; він брав участь у чотирьох з восьми імпресіоністських виставок (1879, 1880, 1881 та 1886). Під впливом імпресіоністських теорій про світло та колір він зображав сцени повсякденного життя: його акварелі, пастелі та картини зосереджувались на популярних розвагах Парижа та теми сучасності — іподромі, балеті, комічній опері та галасливих кафе. Форен був найвідомішим карикатуристом Belle époque і, серед інших, малював для Ле Фігаро понад 30 років. З 1898 по 1899 рр. Форен працював ілюстратором щотижневого французького журналу Psst …!, сатиричного видання для пропагування анти-дрейфусів.

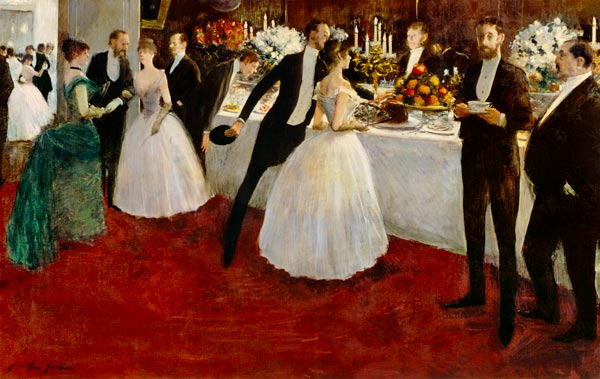
Буфет, 1884 рік

На творчість Форена також значно вплинув Оноре Дом'є, і його малюнки для публікацій Ле Фігаро та Le Courrier Francais, часто нагадують роботи Дом'є.
У 1891 році Форен одружився з художницею Жанною Боск, 1895 року в них народився син Жан-Луп.
Під час першої світової війни ілюстрації Форена прославляли патріотизм сучасників. Він записався до групи художників-камуфлерів, що розробляли військовий камуфляж під керівництвом Гірана де Сева.
1931 року, незадовго до смерті, він став членом Королівської академії мистецтв у Лондоні. Він був одним із найвідоміших та шанованих художників Франції свого часу. Мав чимало послідовників, серед яких Анрі де Тулуз-Лотрек.